# Prud’homme
Der Prud’homme, übersetzt etwa „kluger/vorsichtiger Mann“, umschrieb im Frankreich des hohen Mittelalters ein ritterliches Ideal und entspricht in diesem Sinn dem späteren gentilhomme als Äquivalent zum Gentleman.

## Das Ideal derprud’homie
Der Begriff der prud’homie vereint die Tugend der Tapferkeit (fortitudo) mit der Weisheit (sapientia) und beschreibt die weise Kampfentschlossenheit, in der ein Ritter sein Ungestüm durch Klugheit (prudentia), Umsicht und Gottvertrauen mäßigt. Im Mittelalter wurde die für den Prud’homme zentrale Tugend der Klugheit vor allem als die Vorsicht (franz.: prudence) verstanden, die ein Mensch besitzen musste, um Sünden zu entgehen. Demnach ein kluger Mensch in seinem Handeln jede nur mögliche Konsequenz mit einbezieht und somit im Hinblick auf die Zukunft vorsichtig agiert.
Zur Wende des 12. zum 13. Jahrhundert verkörperte der Prud’homme eine Entwicklung sittlicher Werte und trat bis zur Mitte des 13. Jahrhunderts an die Stelle der Ideale des tapferen und höfischen Ritters. Er bezeichnete einen Mann von moralischer Autorität und voller Verdienste, der sich an sittliche Werte religiöser Prägung hält. Der Chronist Jean de Joinville erkannte in dem König Philipp II. August (1165–1223) den Begründer des Prud’homme, indem er ihm den Herzog Hugo III. von Burgund als preuhomme gegenüberstellte, der zwar tapfer (preu von preux/tapfer), aber weder klug noch gottesfürchtig gewesen sei.
Joinville benannte in seiner Vita zu König Ludwig IX. (dem Heiligen) von Frankreich mehrere Ritter des königlichen Haushaltes, wie zum Beispiel Philippe de Nanteuil oder Geoffroy de Sergines, als Prud’hommes. Als gottesfürchtigen Ritter schlechthin beschrieb er aber den König selbst, der nach eigener Aussage das Ideal des Prud’homme zu leben versuchte. Dass dies dem König aber nicht immer gelang, beschrieb Joinville ebenfalls, zum Beispiel als der König 1249 bei der Landung des Kreuzfahrerheeres des sechsten Kreuzzuges an der ägyptischen Küste sich mit Raserei (furia) erfüllt in den Kampf stürzte. Dennoch galt König Ludwig IX. bei seinen Zeitgenossen als ideale Verkörperung des Prud’homme. Dem anonymen Ménestrel von Reims zufolge soll Kaiser Friedrich II. im Jahr 1244 dem mit ihm verfeindeten Papst in Lyon vorgeschlagen haben, den französischen König zum Schiedsrichter ihres Konflikts zu machen, da dieser ein Prud’homme sei. In der zwischen den Jahren 1293 und 1297 geschriebenen Chronik eines Spielmannes, der dem Prinzen Alfons von Poitiers gedient hatte, wurde Ludwig IX. der Beiname Prud’homme beigegeben.
Die Eigenschaften der prud’homie fanden auch Anwendung auf religiöser Ebene, in der sich ein Prud’homme vom bigott heuchlerischen „Betbruder“ unterscheidet. Joinville nannte zum Beispiel den königlichen Kapelan Robert von Sorbon einen Prud’homme, wenngleich dieser in einem Streitgespräch den „Betbruder“ verteidigte.